# Táutalo
Táutalo o Tántalo fue un caudillo de los lusitanos. Sucedió al asesinado Viriato al final de la Guerras Lusitanas y puso final a estas con la rendición de su ejército.

## Nombre
El nombre Tautalus, tal y como Apiano lo transmite, proviene de la raíz celta y germánica teu, relacionada con el término "gente" o "pueblo". No obstante, la forma exacta de su nombre es motivo de controversia. Hay dudas sobre si Apiano quería decir Tautalus o Tantalus, como en el nombre griego antiguo Tántalo. De la misma manera, Diodoro transmite el nombre como Tautamus o Tantamus. Cabe mencionar que Silio Itálico nombra como Teutalus a uno de los jinetes galos de Aníbal en la Batalla del Tesino.

## Biografía
Táutalo no es mencionado por ninguna fuente hasta después de la muerte de Viriato a manos de Audax, Minuro y Ditalco, tras lo que se dice que el ejército le eligió como sucesor. Sin embargo, Táutalo carecía de la capacidad de estrategia y liderazgo, y la única acción militar bajo su mando fue una expedición contra la ciudad de Sagunto, en la provincia romana de Hispania Citerior. Los lusitanos intentaron sitiar la ciudad, pero fueron rechazados por los defensores, y a continuación descendieron por el valle del Guadalquivir en dirección a Hispania Ulterior. Allí les esperaba Quinto Servilio Cepión al mando del ejército proconsular romano, el cual les obligó a rendirse de manera definitiva. Se reconoce en este punto que Táutalo podría haber sido, si no un buen líder, sí un buen diplomático, ya que Cepión acordó concederles tierras fértiles para asentarse por fin a cambio de abandonar las armas.
El período de mandato de Táutalo está asociado en las fuentes a la fundación de una ciudad llamada Valentia, ésta por parte del sucesor de Cepión, Décimo Junio Bruto Galaico. Las palabras de Tito Livio refieren que Bruto estableció en ella a los veteranos de la guerra lusitana, los cuales se han interpretado tradicionalmente como Táutalo y sus compatriotas, aunque en la actualidad las fuentes creen que alude a los propios soldados romanos que habían combatido en la guerra. La interpretación tradicional especuló que Valentia podría referirse a Valença do Minho en Portugal o Valencia de Alcántara en Extremadura, emplazadas en antiguo territorio lusitano, pero la nominación tardía de estas ciudades (alrededor del siglo XIII) ha inclinado la balanza a favor de la Valencia romana de la costa mediterránea.
En todo caso, con el antiguo ejército de Viriato fuera de la ecuación, Bruto continuó su avance y conquistó las tierras natales de los lusitanos, los brácaros y los galaicos, donde habían proliferado bandas de merodeadores a imitación de Viriato. Tres años después de sus victorias, Numancia fue destruida en la guerra numantina y terminaron con ella los reductos meridionales de la resistencia contra Roma.